# Port en lourd

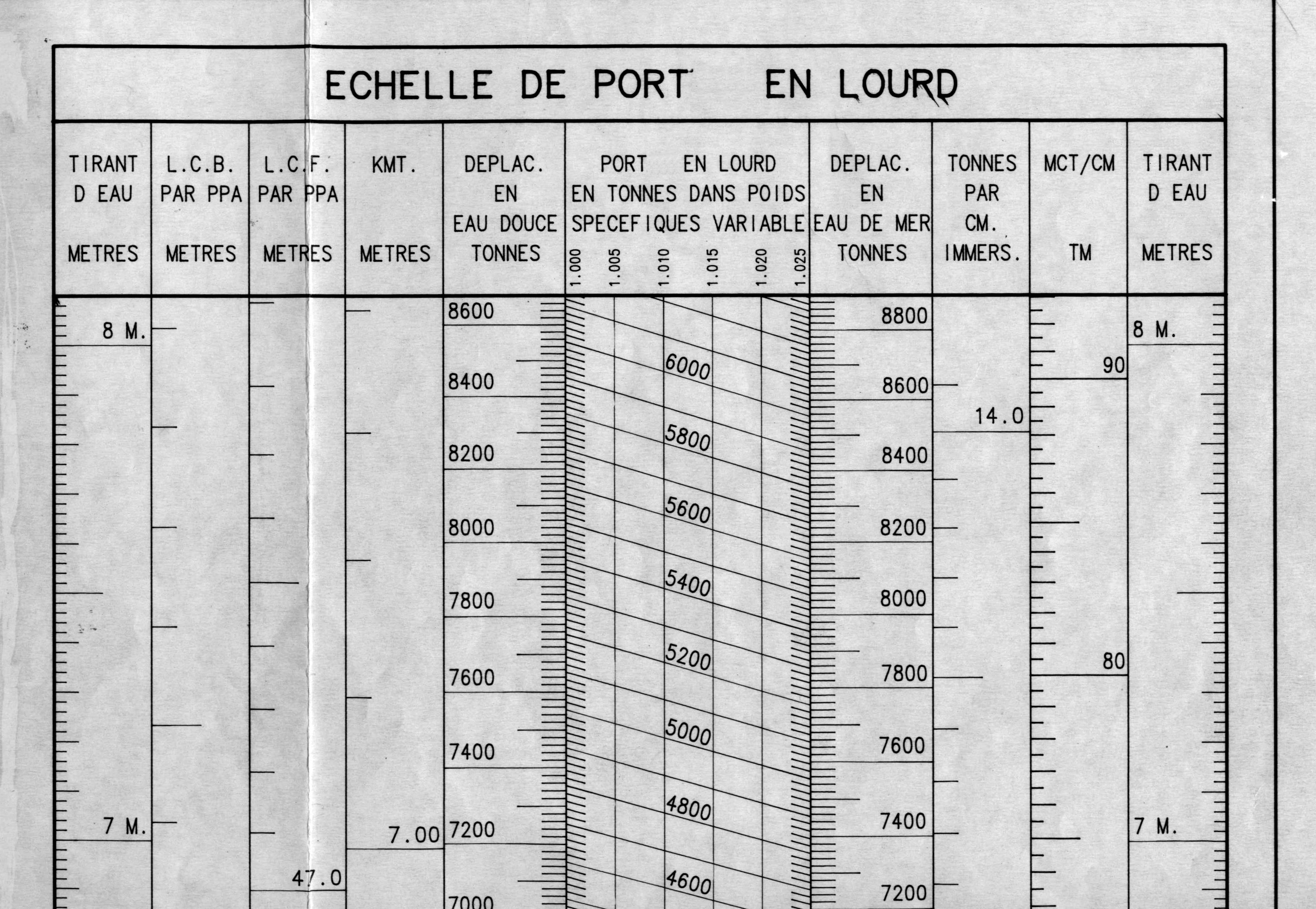
Échelle de port en lourd en fonction des tirants d'eau.

Pour les articles homonymes, voir DWT.

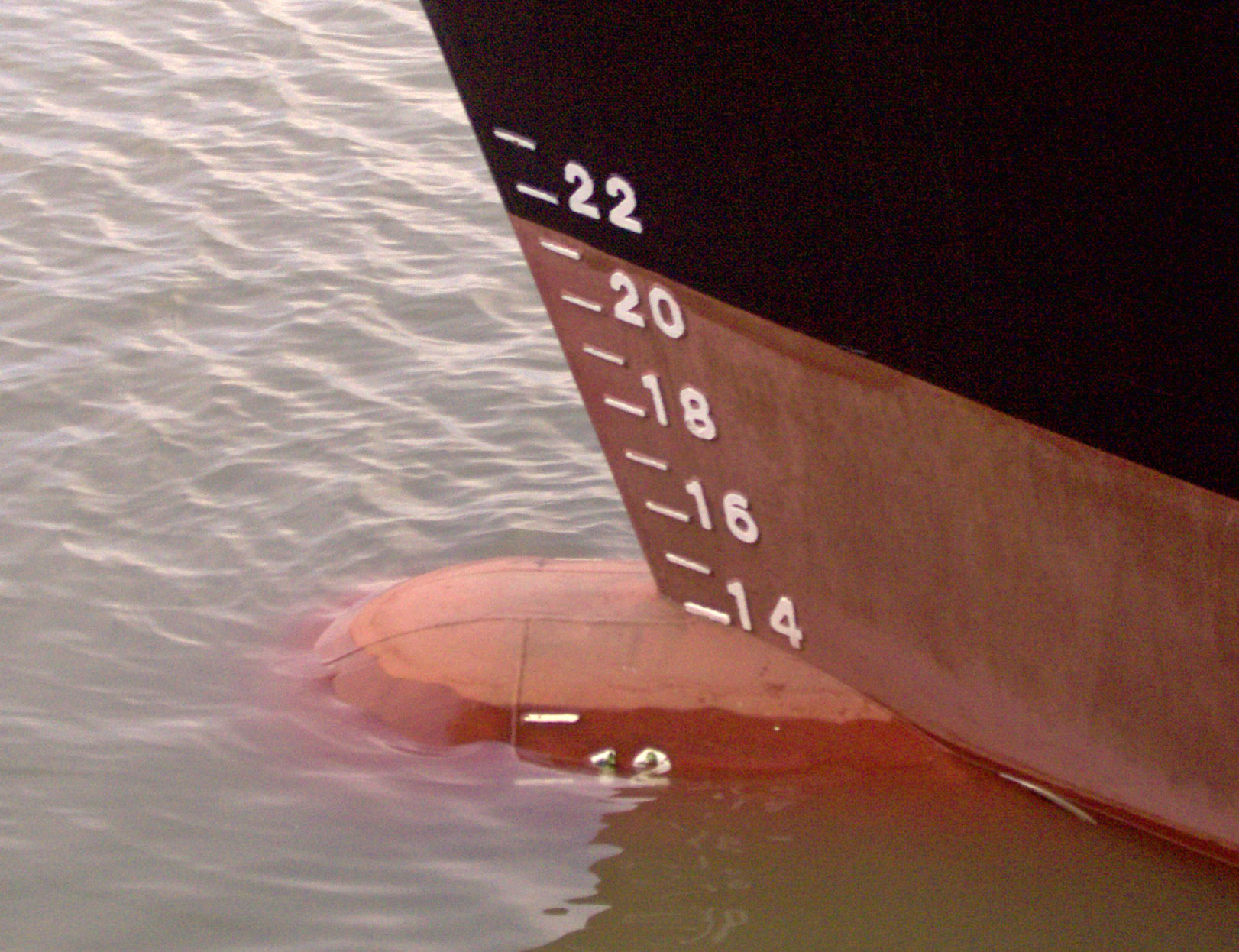
Au fur et à mesure que l'on charge le navire, il s'enfonce dans l'eau. Le port en lourd est la masse totale qu'un navire peut charger sans pour autant dépasser les marques de franc-bord.

Le port en lourd (en anglais : deadweight tonnage ou DWT) d'un navire représente le chargement maximal qu'il peut emporter ; il est égal au déplacement en charge (poids total du navire chargé au maximum - tirant d'eau milieu aux marques de franc-bord) duquel on soustrait son déplacement lège (poids total navire lège c'est-à-dire sans cargaison ni approvisionnements).
Le port en lourd inclut les marchandises transportées (qui peuvent varier au cours du voyage, par exemple le poisson capturé pour un navire de pêche), les consommables (carburant, vivres, eau potable, boissons, huile du moteur…) et le personnel (marins et passagers, ainsi que leurs affaires). Il tient aussi compte de chargement non désiré, comme la glace se formant sur les superstructures lors d'un voyage en zone polaire.
Le port en lourd est aussi un outil servant à classer les navires marchands (cargos, pétroliers…) : on l'abrège souvent en tpl (« tonnes de port en lourd »), ou avec l'abréviation anglaise DWT (« deadweight tons »). On parle par exemple d'un « vraquier de 70 000 tpl ». Par abus de langage, on parle souvent d'un « navire de 70 000 tonnes » pour parler de son port en lourd.